# 尼古丁依賴
尼古丁依赖（煙癮）是一种慢性、复发性疾病。患有此類疾病的患者會非常渴望服用尼古丁，並對尼古丁有害健康的問題視而不見。尼古丁是一种拟交感神经兴奋剂，能附着在大脑中的尼古丁乙酰胆碱受体上。由于长期使用尼古丁，大脑犒赏系统内的神经可塑性发生变化，因而產生尼古丁依赖世界上大约有9.76亿烟民。随着时间的推移，尼古丁依赖的嚴重程度会随着一个人持續服用尼古丁而日益加深。
尼古丁依赖是一个嚴峻的公共卫生问题，因为煙草中含有大量尼古丁，而煙民數量龐大。截至2021年，世界上大约有9.76亿烟民。此外焦虑症患者也越來越依賴尼古丁。因此尼古丁依赖是造成人類死亡的主要原因之一。